# Nepenthes danseri
Nepenthes danseri är en tvåhjärtbladig växtart som beskrevs av Jebb och Martin Roy Cheek. Nepenthes danseri ingår i släktet Nepenthes och familjen Nepenthaceae. Inga underarter finns listade i Catalogue of Life.